# Hvidsten Gruppen
|  | For modstandsgruppen, se Hvidstengruppen |
Hvidsten Gruppen er et dansk filmdrama fra 2012 om den danske modstandsgruppe fra Anden Verdenskrig, Hvidstengruppen. Filmen er instrueret af Anne-Grethe Bjarup Riis i samarbejde med Anders Refn, som var teknisk instruktør. Hovedforfatter er Torvald Lervad i samarbejde med Jørgen Kastrup og Ib Kastrup. I hovedrollerne ses Jens Jørn Spottag og Bodil Jørgensen som værtsparret Marius Fiil og Gudrun Fiil på Hvidsten Kro i Hvidsten nær Spentrup, der har lagt navn til gruppen og filmen.
Filmens samlede budget var på 24 mio. kr., hvoraf Det Danske Filminstitut støttede den med 6,9 mio. kr., mens TV2 Danmark støttede den med 5 mio. kr. Filmen havde premiere den 1. marts 2012 og i åbningsweekenden solgte den 87.725 biografbilletter, hvilken er den største åbning siden Klovn - The Movie i 2010. Med 765.521 solgte biografbilletter blev Hvidsten Gruppen den mest sete film i de danske biografer i 2012. Hvidsten Gruppen vandt i oktober 2012 Publikumsprisen ved én af de største filmfestivaler i Tyskland, 'Filmfest Hamburg'.

## Handling
I marts 1943, mens Danmark var besat af Tyskland, blev der på Hvidsten Kro startet, det der skulle vise sig at blive en af de vigtigste grupper i den danske modstandsbevægelse. Kroejer Marius Fiil, blev på Flemming Junckers initiativ kontaktet og spurgt om han ville starte en gruppe, der skulle modtage sendinger fra England. Flemming Juncker var leder af den jyske modstandsbevægelse, og ejer af Overgaard Gods ved Udbyneder, som ligger lidt syd for Mariager Fjord. Han måtte senere flygte til England. Marius Fiil tog imod opfordringen og samlede en gruppe omkring kroen. Modtagelserne fandt sted på Allestrupgårds marker, ikke langt fra Hvidsten, hvor de tømte containere kunne gemmes i moserne.

## Produktion
Filmproducent Regner Grasten havde længe haft planer om at lave en film om Hvidstengruppen. I 2010 udtalte han til Ritzaus Bureau, at castingen ville begynde i slutningen af 2010 og at optagelserne ville begynde i maj 2011. Det blev samtidig offentliggjort, at Peter Schrøder skulle instruere filmen, og Ib Kastrup skulle skrive manuskriptet. Grasten finansierede filmen med hjælp fra blandt andre Det Danske Filminstitut og TV 2. Det samlede budget på filmen var 24 millioner kr.
I august 2011 blev det offentliggjort at Anne-Grethe Bjarup Riis var blevet valgt som instruktør. Samtidig blev skuespillerne offentliggjort. Optagelserne til filmen startede den 24. august 2011. Der blev optaget på lokaliteter som Hvidsten Kro i Spentrup, Flyvestation Værløse, på Frederiksberg Rådhus og omkring Ballerup. De fleste indendørsoptagelser blev optaget i Risby-studierne i Albertslund.

## Medvirkende
- Jens Jørn Spottag – Marius Fiil
- Bodil Jørgensen – Gudrun Fiil
- Thomas Ernst – Niels Fiil
- Marie Bach Hansen – Tulle Fiil
- Laura Winther Møller – Gerda Fiil
- Mia Ejlerskov – Bitten Fiil
- Bjarne Henriksen – Albert Carlo Iversen
- Anne Louise Hassing – Augusta Jacobsen
- Jesper Asholt – Thorup Petersen
- Thomas Biehl – Per Larsen
- Niels Lund Boesen – Niels Nielsen Kjær
- Morten Christensen – Knud Christensen
- Ole Dupont – Modstandsmand
- Janus Kim Elsig – Henning Andersen
- Andreas Jessen – Jacob
- Jakob Svarre Juhl – Jens Stenz
- Eric Madsen – Helmuth
- Thomas Morris – Feldwebel Hans Müller
- Frederik Meldal Nørgaard – Andreas Stenz
- Jesper Riefensthal – Peder Bergenhammer Sørensen
- Henrik Vestergaard – Johan Kjær Hansen
- Nick Wilder – SS-Sturmbannführer Eugen Schitzgebel
- Mads Wille – Ole Geisler / Aksel Nielsen
- Thomas Leth Rasmussen - Tysk krigsdommer

## Priser
| Pris         | År   | Kategori                     | Modtager                     | Resultat  |
| ------------ | ---- | ---------------------------- | ---------------------------- | --------- |
| Bodilprisen  | 2013 | Bedste kvindelige hovedrolle | Bodil Jørgensen              | Nomineret |
| Robertfesten | 2013 | Årets mandlige hovedrolle    | Jens Jørn Spottag            | Nomineret |
| Robertfesten | 2013 | Årets kvindelige hovedrolle  | Bodil Jørgensen              | Vundet    |
| Robertfesten | 2013 | Årets mandlige birolle       | Bjarne Henriksen             | Nomineret |
| Robertfesten | 2013 | Årets special effects        | Martin Madsen                | Nomineret |
| Robertfesten | 2013 | YouBio Publikumsprisen Drama | YouBio Publikumsprisen Drama | Vundet    |

## Efterfølger
Hvidstengruppen – de efterladte, der også er instrueret af Anne-Grethe Bjarup Riis, fik premiere 10. marts 2022. Som titlen siger, fokuserer denne film på familien til de aktive modstandsfolk, især kvinderne, hvoraf flere blev sendt i tysk fængsel.